# Le Mont
Le Mont település Franciaországban, Vosges megyében. Lakosainak száma 52 fő (2022. január 1.). Le Mont Moussey, La Petite-Raon, Le Puid, Le Saulcy és Vieux-Moulin községekkel határos.

## Népesség
A település népességének változása:
| Lakosok száma | 53   | 50   | 51   | 51   | 51   | 51   | 51   | 52   |
|               | 2013 | 2015 | 2017 | 2018 | 2019 | 2020 | 2021 | 2022 |